# Naveen Andrews
Naveen William Sidney Andrews (Londres, 17 de Janeiro de 1969) é um ator britânico de ascendência indiana. Ele é mais conhecido pelos papéis em The English Patient (1996) e na série Lost como Sayid Jarrah.

## Biografia
Andrews nasceu em Londres, filho de Nirmala, uma psicóloga, e Stanley Andrews, um empresário, ambos imigrantes de Kerala, Índia. Ele cresceu em Wandsworth, Sul de Londres e teve uma educação conservadora. Andrews cresceu em uma denominação metodista. Aos 16 anos enquanto frequentava a Emanuel School, apaixonou-se por sua professora de matemática, Geraldine Feakins,  em 1992 (7 anos depois) tiveram um filho chamado Jaisal. O relacionamento durou de 1985 a 1992.
Andrews foi aceito na Escola Guildhall de Música e Artes de Londres, junto de Ewan McGregor e David Thewlis. Ele pagou seus estudos quando ganhou um papel no filme escrito e dirigido por Hanif Kureshi, London Kills Me, em 1991. Ele ficou mais conhecido quando fez o papel de Kip no filme O Paciente Inglês de 1996 e com o personagem Sayid Jarrah na popular série de televisão Lost que estreou em 2004. Em 2006, ele foi eleito uma das pessoas mais bonitas do mundo pela revista People.
Andrews mora em Los Angeles, na Califórnia, com sua namorada, a atriz Barbara Hershey, que é 21 anos mais velha que ele. O casal separou-se brevemente em 2005, durante este período teve um filho, Naveen Joshua, com outra mulher, Elena Eustache. Pouco depois, ele e Barbara se reconciliaram. Ele envolveu-se em uma disputa pela custódia de Naveen Joshua e em 7 de janeiro de 2009 obteve a custódia temporária da criança.

## Filmografia
- London Kills Me (1991) ... como Bike
- Wild West (1992) ... como Zaf
- The Buddha of Suburbia (1993) ... Karim
- Kama Sutra: A Tale of Love (1996) ... como Raj Singh
- O Paciente Inglês (1996) ... como Tenente Kip Singh
- True Love and Chaos (1997) ... como Hanif
- Bombay Boys (1998) ... como Krishna Sahni
- My Own Country (1998) ... como Dr. Abraham Verghese
- Mighty Joe Young (1998) ... como Pindi
- Rollerball (2002) ... como Sanjay
- Easy (2003) ... como John
- Lost (2004-2010) ... como Sayid Jarrah
- Bride and Prejudice (2005) ... como Mr. Balraj
- Provoked (2006) ... como Deepak
- The Ten Comandments (2006)
- Grindhouse (2007) ... como Abby
- The Brave One (2007) ... como David Kirmani
- Animals (2008) .... como Vic
- Law & Order (2010) : Special Victims Unit... como Detetive Ash Ramsey
- Rise of an Exile (2012) ... como Atticus Benedict
- Sinbad (UK TV series) (2012) ... como Lord Akbari
- Creature of the Black Lagoon (2012) .... como Dr. David Raya
- Diana (2013) ... como Dr. Hasnat Khan
- Once Upon a Time in Wonderland (2013) ... como Jafar
- Sense8 ... como Jonas